# Interim management
Interim management (pol. zarządzanie czasowe) − czasowe, zdefiniowane co do celu i zakresu, działanie wewnątrz organizacji, realizowane przez osobę fizyczną (interim managera), nakierowane na osiągnięcie konkretnych, ustalonych rezultatów biznesowych i oparte na współpracy i partycypacji w ryzyku i zysku co do zamierzonego efektu.
Interim management to zapewnienie rozwiązań biznesowych przez niezależnego menedżera z doświadczeniem zarządczym lub okołozarządczym w określonym czasie. Kompleksowe rozwiązania proponowane przez interim managera mogą dotyczyć zmiany biznesowej, transformacji lub restrukturyzacji przedsiębiorstwa, zwiększenie efektywności działalności, zarządzania kryzysowego i zarządzania strategicznego. Interimowie bardzo często posiadają doświadczenie z wielu branż lub sektorów.
Chodzi o zapewnienie kompetencji menedżerskich na określony czas, zazwyczaj 6 lub 12 m-cy, w celu osiągnięcia określonego rezultatu zakontraktowanego przez strony. Interim manager może zostać w krótkim czasie (dostępność) zaangażowany do zarządzania całym przedsiębiorstwem lub jego określoną częścią w okresie transformacji, kryzysu lub zmiany organizacyjnej ze względu na swoje bardzo bogate doświadczenie zawodowe i posiadane kwalifikacje. Wykorzystanie kompetencji menedżera zarządzania czasowego wynika często z braku dostępności określonych kompetencji w organizacji lub nie ma potrzeby tworzenia na stałe roli, którą może wykonać interim manager.

## Historia
Historyczni poprzednicy interim managerów wywodzą się z czasów starożytnego Rzymu, z funkcjonujących wówczas dzierżawców rzymskich (łac. publicanus, liczba mnoga: publicani) lub „rzymskich wykonawców” zaangażowanych we wznoszenie lub utrzymanie budynków publicznych, zaopatrywanie armii za granicą lub pobieranie niektórych podatków (takich jak dziesięciny i cła). Ten system umów najmu dzierżawców był dobrze ugruntowany w III wieku p.n.e.
Nowoczesna praktyka interim managementu rozpoczęła się w połowie lat 70. XX wieku, kiedy stali pracownicy w Holandii byli chronieni długimi okresami wypowiedzenia, a przedsiębiorstwa musiały ponosić duże koszty zwalniania pracowników. Zatrudnianie menedżerów na czas określny stało się najlepszym sposobem minimalizowania wpływu niekorzystnych dla przedsiębiorstw rozwiązań zawartych w holenderskim prawie pracy
Interim management został wprowadzony po raz pierwszy w Europie przez holenderską firmę doradczą Boer and Croon, jako operacyjne uzupełnienie i wdrożenie zaleceń zawartych w projektach strategicznych zarządzanych przez firmę. W obliczu bardzo dużej sztywności w zatrudnianiu i zwalnianiu menedżerów oraz potrzebie jak największej elastyczności i szybkości we wprowadzeniu zmian, rozwiązanie polegające na dysponowaniu umiejętnościami zarządczymi osób z ogromnym doświadczeniem w krótkim czasie i przez ograniczony czas wydawało się idealnym rozwiązaniem.
Usługa odniosła sukces w Holandii, co doprowadziło do tego, że Boer i Croon podpisali w lutym 1987 roku umowę joint venture z firmą executive search Egon Zehnder Internationa oraz z funduszem Private Equity Euroventures, w celu uruchomienia nowej inicjatywy biznesowej pod nazwą „EIM – Executive Interim Management”, której celem było rozpowszechnienie usługi interim management na całym świecie dzięki międzynarodowej sieci biur Egon Zehnder.
Naukowcy i decydenci oraz praktycy od lat 80. XX wieku, zwracają uwagę, że koncepcja i angażowanie interim managerów stanowią efektywne narzędzie pozyskiwania zasobów dla organizacji. W 1984 r. Atkinson postulował powstanie modelu organizacji obejmującego zarówno podstawową, jak i peryferyjną siłę roboczą, wykorzystującej różne formy stosunków umownych (elastyczność) na poziomie międzynarodowym. Przykłady dalszych badań obejmują Kalleberg (2000), przyglądający się pracy tymczasowej, kontraktowej i w niepełnym wymiarze godzin; i Bosch (2004) przyglądając się relacjom „zatrudnienia” w Europie Zachodniej.
Dobrym przykładem tymczasowego zarządzania korzystającego ze zmiany geopolitycznej było jego wykorzystanie przez niemiecką agencję prywatyzacyjną po zjednoczeniu Wschodu i Zachodu po 1989 roku. Stworzono zapotrzebowanie na menedżerów tymczasowych we wschodnich Niemczech, aby stosowali wymagane kompetencje zarządcze i przywódcze niezbędne do restrukturyzacji dawnych przedsiębiorstw państwowych. Popyt nadal rósł w latach 90. w Niemczech, gdy gospodarka zmagała się z unifikacją, recesją i wynikającymi z tego ambitnymi prognozami gospodarczymi dla „nowej” gospodarki. Jednym z wybitnych przykładów wspomnianych przez Brunsa (2006) było mianowanie Helmuta Sihlera na tymczasowego dyrektora generalnego Deutsche Telekom AG w 2001 roku.
Historia interim managementu w Polsce to rok 2009 i powstanie Stowarzyszenia Interim Managers (SIM), które rozpoczęło systematyczną edukację rynku w zakresie idei zarządzania czasowego i wprowadziło autorską Metodykę Interim Managementu. Zapotrzebowanie na interim managerów rośnie z każdym rokiem, szczególnie w dobie transformacji cyfrowej, co pokazują badania prowadzone przez SIM. Historycznie rolą, podobną w pewnym zakresie do roli Interima, był tytuł zarządcy zajmującego się gospodarowaniem mieniem (aktywami) powierzonymi przez właściciela, który pojawia się w Polsce już w XVI w.

## Wartość dodana zarządzania czasowego
Istnieje kilka czynników, które sprawiają, że oferta zarządzania czasowego staje się coraz bardziej popularna i opłacalna dla organizacji. Czynniki te są określane jako „wartość dodana”, którą interim managerowie oferują swoim klientom.
Chociaż istnieją pewne wspólne cechy dla różnych form pracy tymczasowej (pracownicy tymczasowi, freelancerzy, samozatrudnieni i konsultanci), to następujące czynniki są typowe dla interim managementu i wartości dodanej z tego rodzaju usług:
1. Interim manager ma być czynnikiem przynoszącym wartość, dzięki posiadanym umiejętnościom i doświadczeniu ma pomóc firmie osiągnąć określony rezultat, znaleźć rozwiązanie, stworzyć usługę lub zmniejszyć ryzyko, co oznacza dla klienta określony „zwrot z inwestycji”. Interim skupia się na tych działaniach i celach, które przynoszą wartość biznesowi.
2. Menedżerowie zarządzania czasowego mogą być na miejscu w ciągu kilku dni, a nie tygodni lub miesięcy, co jest niezbędne, gdy ograniczenia czasowe są najważniejsze. Interim manager jest w stanie bardzo szybko zaangażować się w sytuację biznesową i z dużą skutecznością podejmować działania po dołączeniu do organizacji klienta. Ze względu na swoje doświadczenie i wiedzę, interim managerowie przeprowadzają i realizują zlecenia efektywnie, w umówionych ramach czasowych.
3. Interim managerowie zazwyczaj działają na stanowiskach wysokiego szczebla u klienta, często swoimi kwalifikacjami przewyższają ten poziom stanowisk. Najczęściej wnoszą do organizacji umiejętności i wiedzę, które byłoby trudno znaleźć na rynku w krótkim czasie, klient ma w ten sposób możliwość uzupełnienia określonej luki kompetencyjnej lub znalezienia rozwiązanie problemu albo optymalizacji procesów. Doświadczenie i wiedza interim managera pozwalają mu być produktywnym od pierwszego dnia projektu i wywierać zauważalny wpływ, maksymalizując w ten sposób prawdopodobieństwo sukcesu.
4. Nieskrępowani polityką czy kulturą firmy, interim managerowie zapewniają świeże spojrzenie i są w stanie skoncentrować się na tym, co jest najlepsze dla firmy. Jednocześnie wskazują, które obszary działalności wymagają uwagi. Jako niezależni wykonawcy, w sposób otwarty komunikują i biorą udział w życiu firmy, nie stanowiąc jednocześnie zagrożenia dla osób zajmujących już określone stanowiska w organizacji.
5. Zamiast pełnić wyłącznie doradczą rolę, interim managerowie stają się liderami w pełni odpowiedzialnymi za zarządzanie konkretnym biznesem lub projektem. Oczekuje się od nich odpowiedzialności za rezultat oraz sposób dotarcia do celu. Klient ma prawo oczekiwać od interim managera, że powierzone zadanie zostanie wykonane profesjonalnie bez potrzeby angażowania klienta w zarządzanie obszarem lub projektem.
6. Działanie na poziomie zarządu lub poziomie n-1 daje menedżerom zarządzania czasowego autorytet i wiarygodność w zakresie wprowadzanych istotnych zmian lub transformacji w przedsiębiorstwie. W przeciwieństwie do „pracowników tymczasowych”, nie są tam tylko po to, by utrzymać ciągłość. Ich zadaniem jest aktywne dodawanie wartości organizacji klienta, dzięki swojej eksperckości i profesjonalnemu podejściu, szczególnie wówczas, gdy zadania i decyzje, które należy podjąć, są bardzo trudne.
7. Interim managerowie utrzymują wysokie standardy zawodowe, ponieważ ich przyszła praca zależy od poleceń i sukcesów na koncie. Dlatego są żywotnie zainteresowani powodzeniem przedsięwzięcia czy projektu, którego się podejmują. Znacząco odróżnia to tę grupę od „pracowników tymczasowych”, którzy głównie mogą być zainteresowani „stałym zatrudnieniem” lub motywuje ich do działania wyższa stawka dzienna lub możliwość przedłużania kontraktu na kolejny okres.
8. Interim managerowie mogą pracować na zasadach ustalonych przez strony w umówionym wymiarze. Szczególnie w mniejszych organizacjach ich umiejętności mogą być wymagane tylko przez jeden lub dwa dni w tygodniu. Zatrudnienie tego rodzaju oszczędza firmom pieniądze, ponieważ płacą tylko za to, czego potrzebują.

## Cykl życia projektu interimowego
Zadania dla Interima różnią się zakresem i wymaganiami, obejmują m.in. zarządzanie zmianą, wypełnienie „luki kompetencyjnej”, zarządzanie projektami i transformację. Poniższe etapy „cyklu życia projektu interimowego” opisują w jaki sposób interim managerowie przystępują do zadania, implementują przygotowane rozwiązania, a ostatecznie wychodzą z projektu. Projekt powinien również zawierać plan udostępnienia zasobów po zakończeniu realizacji zadania w celu osiągnięcia celów długoterminowych.
Początkowe etapy projektu interimowego mają wiele wspólnego z pracą konsultanta, zaś późniejsze z zarządzaniem projektami i rolą kierownika projektu. Odpowiedzialność interim managera za wnikliwą analizę powierzonego zadania i dostarczenie umówionych rezultatów jest tym, co sprawia, że etapy te wyróżniają interim management spośród innych form zarządzania lub doradztwa. Warto zaznaczyć, że wszystkie etapy zaczynają się od pierwszego dnia pracy interim managera, ponieważ prawdziwy interim doskonale zdaje sobie sprawę już na początku, że ten projekt zakończy się w określonym terminie. Ocena ryzyka i raportowanie są związane ze wszystkimi etapami i realizowane są przez cały projekt.
1. Określenie potrzeb klienta i negocjacje. Potencjalny klient i Interim nawiązują wstępny kontakt i omawiają wymagania na takim poziomie, aby klient mógł podjąć decyzję o zaangażowaniu (lub nie) interim managera do rozwiązania sytuacji czy problemu. Prawdopodobnie będzie to obejmować „wstępną” ocenę tego, co wg klienta jest potrzebne oraz zakresu zadań menedżera tymczasowego. Prawdopodobnie będzie to również obejmować proces due diligence i rozmowę kwalifikacyjną, aby upewnić się, że menedżer tymczasowy jest odpowiedni dla firmy[15]. Zazwyczaj etap wstępny ma miejsce podczas jednego lub więcej spotkań wstępnych i skutkuje zaangażowaniem Interima do zadania. W etapie tym negocjowane są również warunki umowy dotyczące realizacji projektu.
2. Analiza i diagnoza. Interim manager bada obecną sytuację firmy, aby zrozumieć, gdzie tkwi problem lub istnieje obszar zmiany oraz jakie są wymagania i oczekiwania różnych grup interesariuszy. Na tym etapie powstaje bardziej szczegółowe zrozumienie „jaka jest sytuacja”, a także sposoby jej rozwiązania. Teraz mogą ujawnić się kwestie lub problemy, różne od tych, które początkowo wskazywał klient. Diagnoza może przebiegać jednocześnie z obsługą najpilniejszych problemów i zazwyczaj trwa kilka dni.
3. Propozycja i zasoby. Menedżer zarządzania czasowego po zdiagnozowaniu sytuacji w poprzednim etapie, przedstawia bardziej szczegółową propozycję, która jest podstawą do określenia harmonogramu i celów projektu interimowego. Propozycja może znacząco odbiegać od potrzeb i celów zidentyfikowanych w pierwszym etapie, zaskakując sponsora projektu, który postrzegał projekt w inny sposób. Jednak to interim manager bierze ostatecznie na siebie odpowiedzialność za zaproponowane rozwiązania i osiągnięcie zaplanowanych rezultatów, więc wpływa to znacząco na efektywność takiego projektu. Propozycja wskazuje również zasoby niezbędne do realizacji projektu, które również mogą być znacząco różne od tych planowanych na początku.
4. Implementacja. Interim manager posiadając odpowiednią władzę, bierze odpowiedzialność za skuteczne przeprowadzenie transformacji, projektu lub przedsięwzięcia, śledząc postępy i przekazując systematycznie informację zwrotną o realizacji projektu do klienta. Pozostając niezależnym ekspertem, Interim skupia się na realizacji zadania, angażując się w stopniu niezbędnym do realizacji projektu. Realizując projekt mogą zarządzać zespołami i projektami, radzić sobie z kryzysami i zmianami lub po prostu dostarczać kompetencji zarządczych lub menedżerskich zapewniając wartość dodaną, profesjonalizm i efektywność
5. Ewaluacja. Klient i interim manager porównują rzeczywiste efekty projektu z określonymi w propozycji. Można ze sobą porównywać wskaźniki liczbowe takie jak uzyskane oszczędności lub zyski, wzrost udziału w rynku, ograniczenie kosztów lub wzrost produktywności. Często można określić zmianę procentowo co ułatwia ocenę wyników. Porównanie wyników jakościowych może wymagać przeprowadzenia badania satysfakcji klientów, dostawców lub interesariuszy. Ewaluacja stanowi ważny czynnik dla sukcesu kolejnych projektów – jeżeli klient zgodzi się upublicznić chociaż część danych.
6. Rozliczenie efektów i wyjście z organizacji. Interim manager zbliżając się do końca projektu sprawdza, czy cele zostały osiągnięte zgodnie z umową z klientem. W tym etapie może być niezbędny ostateczny transfer wiedzy i umiejętności, znalezienie osób, które utrzymają wyniki projektu oraz dzielenie się wnioskami z realizacji projektu. Interim manager koncentruje się na rezultacie projektu i sukcesie przedsięwzięcia, a nie na długości zawartego kontraktu, co oznacza, że ten etap może być przeprowadzony profesjonalnie i bezproblemowo. Często jest to koniec relacji interim manager – klient. Czasami menedżer zarządzania czasowego może nadal udzielać wsparcia klientowi w formie konsultacji albo jest ponownie angażowany w kolejne lub dalsze zadania, ponownie rozpoczynając „cykl życia” kolejnego projektu interimowego.

## Zastosowania zarządzania czasowego
Istnieje wiele różnych projektów i przedsięwzięć biznesowych, które mogą spowodować potrzebę zatrudnienia interim managera. Zazwyczaj potrzeba będzie się wiązać z zarządzaniem kryzysowym, nagłym odejściem pracownika lub szefa, chorobą lub śmiercią osoby zarządzającej, zarządzanie zmianą, wprowadzaniem głębokich zmian lub transformacją biznesu, utworzeniem startupu lub skalowaniem prowadzonej działalności, urlopem naukowym, MBO i IPO, fuzjami i przejęciami oraz zarządzaniem projektami lub programami. Funkcje jakie może pełnić interim manager są niemal nieograniczone, podobnie jak branże, w których może działać, dlatego spektrum umiejętności Interima jest zazwyczaj wyjątkowy.
Koncepcja zarządzania czasowego zakorzeniła się w Wielkiej Brytanii, Niemczech i Belgii, a także rozprzestrzenia się w innych krajach, w szczególności w Australii, Stanach Zjednoczonych, Francji i Irlandii. W Hiszpanii rekrutacja wzrosła o 68% w 2011 r., według Michael Page Interim, a od 2013 r. istnieje pierwsze stowarzyszenie o nazwie „Association Interim Management Spain”. W Nigerii Instytut Zarządzania Korporacyjnego i Tymczasowego został zatwierdzony przez Federalne Ministerstwo Edukacji i ustanowiony na mocy Dekretu Rządu Federalnego nr 1 z 1990 r. w celu promowania praktyki Zarządzania Korporacyjnego i Tymczasowego w Afryce.
W Polsce koncepcję zarządzania czasowego propaguje Stowarzyszenie Interim Managers (SIM), które opracowało Metodykę Interim Management oraz ścieżkę certyfikacji SIM Certyfikowany Interim Manager dla osób, które chcą potwierdzić swoje kwalifikacje jako menedżer zarządzania czasowego. Według badania przeprowadzonego przez SIM z 2020 r. projekt interimowy w Polsce trwa najczęściej 6 m-cy, a branżami dominującymi dla tego rodzaju projektów są produkcja/przemysł maszynowy, usługi dla firm i handel detaliczny.

## Sieć Stowarzyszeń Interim Managerów (INIMA)
Międzynarodowa Sieć Stowarzyszeń Interim Managerów wystartowała w grudniu 2020 roku.
Wszystkie wiodące europejskie stowarzyszenia interim managerów są partnerami INIMA. Reprezentują 9 państw i ponad 2500 praktykujących interim managerów, z których wielu działa na arenie międzynarodowej. INIMA różni się od istniejących międzynarodowych sieci tworzonych przez dostawców, ponieważ jest prowadzona przez interim managerów dla interim managerów.
Celem INIMA jako „organizacji non-profit” jest stworzenie sieci, wewnątrz której partnerzy uznają wspólne zasady, wartości i przestrzegają określonego kodeksu postępowania. INIMA wspiera współpracę transgraniczną w celu rozwoju zawodu interim managera i ułatwienia wymiany wiedzy między członkami stowarzyszeń partnerskich INIMA. Sieć zachęca do komunikacji i wymiany doświadczeń, najlepszych praktyk i dzielenia się wiedzą.